# (6898) Saint-Marys
(6898) Saint-Marys es un asteroide perteneciente al cinturón de asteroides descubierto el 8 de junio de 1988 por Carolyn Shoemaker desde el Observatorio del Monte Palomar, Estados Unidos.

## Designación y nombre
Designado provisionalmente como 1988 LE. Fue nombrado por Saint Mary's University, Halifax, NS, es el principal centro de enseñanza, relaciones públicas e investigación en astronomía y astrofísica del Atlántico canadiense. La universidad, fundada en 1802, es el sitio del Observatorio Burke-Gaffney, utilizado para la detección de la supernova 1995F, el primer descubrimiento de este tipo de naturaleza totalmente canadiense.

## Características orbitales
(6898) Saint-Marys está situado a una distancia media del Sol de 2,665 ua, pudiendo alejarse hasta 2,993 ua y acercarse hasta 2,337 ua. Su excentricidad es 0,123 y la inclinación orbital 14,185 grados. Emplea 1589,37 días en completar una órbita alrededor del Sol.
Pertenece a la familia de asteroides de (15) Eunomia.

## Características físicas
La magnitud absoluta de (6898) Saint-Marys es 12,61. Tiene 8,447 km de diámetro y su albedo se estima en 0,226. 